# メロ (潜水艦)
メロ (USS Mero, SS-378) は、アメリカ海軍の潜水艦。バラオ級潜水艦の一隻。艦名はスペイン語でマハタ属を中心としたハタ科の大型魚の総称を意味する。

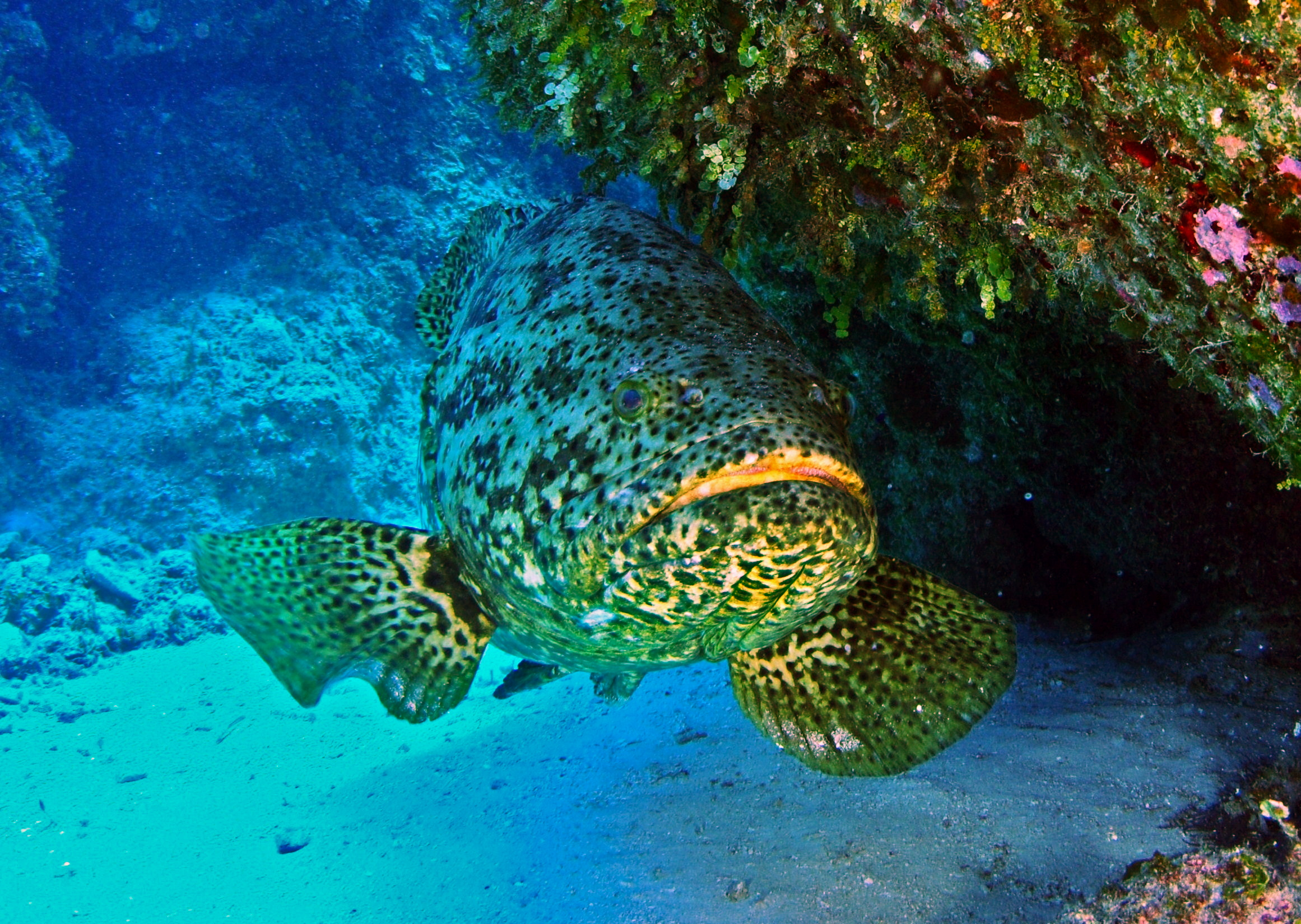
ジャイアント・グルーパー（Mero guasa）

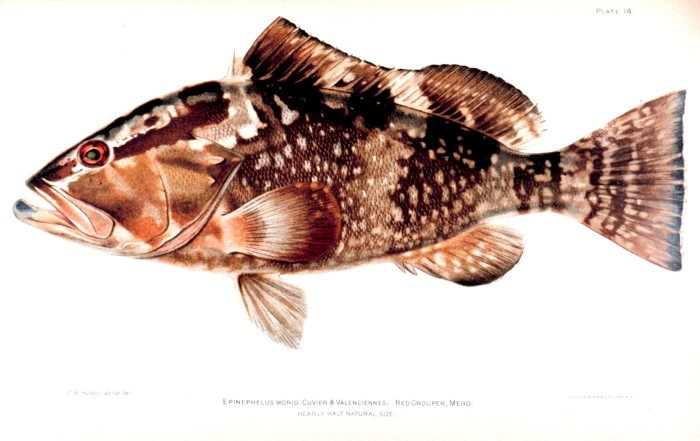
レッド・グルーパー（Mero americano）

## 艦歴
メロは1944年7月22日にウィスコンシン州マニトワックのマニトワック造船で起工した。1945年1月17日にヘンリー・G・テイラー夫人によって命名、進水し、1945年8月17日に艦長ジョン・H・ターナー中佐の指揮下就役する。
マニトワックで建造された最後の潜水艦であったメロは、8月25日に整調のためミシガン湖に向けて出航する。9月6日から11月17日まで五大湖を巡航し、デトロイト、クリーブランド、シカゴといったいくつかの港を訪問した。11月2日から9日にかけて浮きドックに納められ、ミシシッピ川を下ったメロは29日にニューオーリンズに到着、12月6日にパナマ運河地帯へ向けて出航した。同地で1ヶ月間の訓練を行い、1946年1月19日に真珠湾に向けて出航する。
メロは2月5日に真珠湾に到着し、作戦活動に従事した。2月22日に西海岸に向けて出航し、3月1日にサンフランシスコ湾に到着、不活性化に備えたオーバーホールが行われ、3月14日にメア・アイランドに向けて出航、第19艦隊に合流し、1946年6月15日に退役した。太平洋予備役艦隊入りし、1960年4月20日にトルコに貸与されるまでメア・アイランドで係留された。

### トルコ海軍で
メロは1960年にフリート・シュノーケル改修が行われた。1960年4月20日に相互防衛援助計画の下のトルコ海軍へ貸与される。トルコ海軍ではフズルレイス (TCG Hızırreis, S344) と改名された。サンフランシスコを出航したフズルレイスは1960年8月23日にトルコ海軍で就役した。
1973年8月1日にヒツィレイスは正式にトルコに売却され、アメリカ海軍から除籍された。その後1977年にトルコ海軍で廃棄され、予備部品として使用された。